# Gunung Meralam
Gunung Meralam är ett berg i Indonesien.   Det ligger i provinsen Sumatera Utara, i den västra delen av landet, 1 400 km nordväst om huvudstaden Jakarta. Toppen på Gunung Meralam är 682 meter över havet, eller 347 meter över den omgivande terrängen. Bredden vid basen är 3,7 km.
Terrängen runt Gunung Meralam är huvudsakligen kuperad, men åt nordost är den bergig. Runt Gunung Meralam är det ganska tätbefolkat, med 111 invånare per kvadratkilometer. I omgivningarna runt Gunung Meralam växer i huvudsak städsegrön lövskog.